# Le Roy, Talma & Bosco

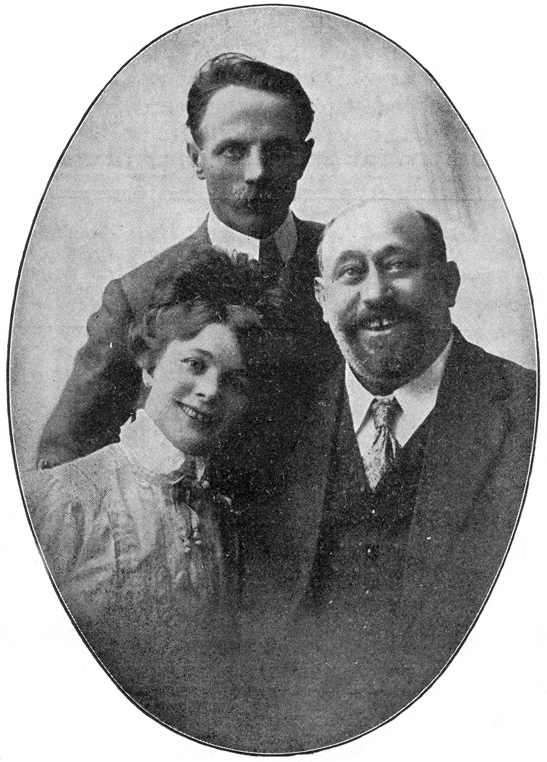
Das Trio im April 1912

Le Roy, Talma & Bosco, auch bekannt als The Comedians de Mephisto Co. oder The Monarchs of Magic, war eine Partnerschaft von Zauberkünstlern, die eine gemeinsame Bühnenshow gaben. Die Gruppe bestand aus dem Belgier Servais Le Roy (1865–1953), seiner Ehefrau, der englischen Trickkünstlerin Mercedes Talma (1861–1944), sowie ursprünglich dem komödiantischen Manipulator Leon Bosco, der jedoch nach wenigen Jahren die Gruppe verließ.
Boscos Bühnenanteil wurde in den Folgejahren durch sieben andere Künstler dargeboten, die alle als Bosco präsentiert wurden, darunter auch Le Roys Neffe Gene Le Roy.
Im April 1912 trat das Trio im Apollo Varieté-Theater Wien auf und wurde als "Die Meistermagier des XX. Jahrhunderts" tituliert. Dabei wurden sie im Programm als "La [sic!] Roy Talma Bosco Co." aufgeführt. Die Presse titulierte sie ebenso und besprach ihr Bühnenprogramm positiv.